# Голубкова, Нина Сергеевна
Нина Сергеевна Голубкова (28 января 1932, Ленинград — 24 августа 2009, Санкт-Петербург) — советский и российский лихенолог.
В 1955 году по окончании Санкт-Петербургского государственного университета со степенью в области микологии начала работу в Ботаническом институте имени В. Л. Комарова РАН под руководством Всеволода Савича. В 1960-х она изучала образцы, полученных в ходе различных советских экспедиций в Антарктику; её исследования этих образцов стали предметом нескольких научных публикаций и послужили выявлению нескольких новых видов. Она принимала участие в экспедициях по сбору образцов на Памире в Таджикистане и в Монголии. В 1978 году стала одним из соавторов 5-го тома «Справочника лишайников СССР».
В 1982 году Голубкова была назначена руководителем институтской лаборатории лихенологии и бриологии (позднее — отделения лихенологии и бриологии), оставаясь в этой должности свыше 20 лет. В период после распада СССР в качестве главного редактора она подготовила к изданию с 6-го по 10-й тома «Определителя лишайников России».
В 2000 году Голубкова была награждена медалью Ахариуса за выдающийся вклад в лихенологию.
В её честь названы два вида лишайников, Chaenothecopsis golubkovae и Catillaria golubkovae.

## Некоторые научные работы
- Голубкова Н. С. Новые для лихенофлоры СССР лишайники Восточного Памира // Новости систематики низших растений. — 1972. — Т. 9. — С. 214—233.
- Голубкова Н. С. Первый систематический список лишайников Восточного Памира // Новости систематики низших растений. — 1973. — Т. 10. — С. 206—223.
- Голубкова Н. С. Лишайники Восточного Памира // Новости систематики низших растений. — 1975. — Т. 12. — С. 250—263.
- Голубкова Н. С. Конспект флоры лишайников Монгольской Народной Республики. — Л.: Наука, 1981. — 200 с.
- Голубкова Н. С. Анализ флоры лишайников Монголии. — Л.: Наука, 1983. — 248 с. — 600 экз.
- Голубкова Н. С. Лишайники семейства Acarosporaceae Zahlbr. в СССР. — Л.: Наука, 1988. — 127 с.
- Определитель лишайников России / отв. ред. Н. С. Голубкова. — СПб.: Наука, 1996. — Т. 6. Алекториевые, Пармелиевые, Стереокаулоновые. — 203 с.
- Голубкова Н. С. Всеволод Павлович Савич (1885—1972) — учёный и организатор научных исследований в области криптогамной ботаники // Ботан. журн.. — 2003. — Т. 88, № 10. — С. 142—150.